# Ander Gorostidi
Ander Gorostidi García (Tolosa, 23 de febrero de 1996) es un futbolista español que juega de centrocampista en el Racing Club de Ferrol de la Primera Federación.

## Trayectoria
Se formó en la cantera de la Real Sociedad, a la que llegó con 12 años y pasó por todas sus categorías inferiores hasta debutar con el filial en la temporada 2017-18. En la temporada siguiente disputó los play-offs de ascenso a Segunda División.[cita requerida] Al inicio de la campaña 2019-20 estuvo a punto de salir al fútbol griego, pero se quedó y fue el capitán del equipo.
El 12 de agosto de 2020 abandonó la entidad txuri-urdin un año antes de expirar su contrato, firmando por tres temporadas con la A. D. Alcorcón. En la segunda de ellas el equipo bajó a Primera División RFEF, marchándose al término de la misma.
El 28 de julio de 2022 se comprometió con el Gimnàstic de Tarragona por dos temporadas. Finalmente permaneció una tercera campaña y en julio de 2025 fichó por el Racing Club de Ferrol.

## Clubes
| Club                   | País   | Año       |
| ---------------------- | ------ | --------- |
| Real Sociedad "B"      | España | 2017-2020 |
| A. D. Alcorcón         | España | 2020-2022 |
| Gimnàstic de Tarragona | España | 2022-2025 |
| Racing Club de Ferrol  | España | 2025-     |